# Нижнелужицкая языковая комиссия
Нижнелужицкая языковая комиссия (н.-луж. Delnjoserbska rěčna komisija , DSRK) — лужицкая научная организация, действующая в настоящее время в составе лужицкой культурно-просветительской организации «Матица сербская». Регулятор литературного нижнелужицкого языка.

## История
Нижнелужицкая языковая комиссия была организована в 1979 году как самостоятельный отдел при «Сербской языковой комиссии» (Serbska rěčna komsija, SRK), действовавшей в составе Академии наук ГДР.
В октябре 1952 года при новообразованном Институте сербского народоведения в Будишине была основана Верхнелужицкая языковедческая комиссия (Hornjoserbska rěčespytna komisija). В 1969 году Верхнелужицкая языковедческая комиссия вошла в состав лужицкого культурно-просветительского общества «Домовина», при этом она была переименована в Верхнелужицкую языковую комиссию. 21 марта 1979 года Верхнелужицкая языковая комиссия вошла в состав Академии наук ГДР с общим для всех лужичан наименованием «Сербская языковая комиссия» (Serbska rěčna komsija, SRK), в которой были организованы самостоятельные отделы «Верхнелужицкая языковая комиссия», «Нижнелужицкая языковая комиссия», отделы правописания и пунктуации, лексики и терминологии. Первым председателем Нижнелужицкой языковой комиссии стал Манфред Староста.
15 мая 1989 года Сербская языковая комиссия была распущена в результате прекращения деятельности Академии наук ГДР. 9 апреля 1994 года на заседании лужицкого культурно-просветительского общества «Матица сербская» было решено воссоздать самостоятельную Нижнелужицкую языковую комиссию, которая была вновь созвана 29 июня 1994 года в Сербском доме в Будишине и в настоящее время действует в составе «Матицы сербской».

## Структура
Нижнелужицкая языковая комиссия состоит из председателя и членов комиссии.
Председатель
- Фабиан Каульфюрст (Сербский институт).

Члены комиссии
- Гауке Бартельс (Сербский институт);
- Марья Эликовская-Винклерова (Школа нижнелужицкого языка и культуры);
- Маргот Хашцина;
- Бернд Мельхер (Центр «Witaj»);
- Вернер Машканк (Сербский музей);
- Янка Печкойц-де-Левано (издательство «Домовина»);
- Христиана Пинекова;
- Манфред Староста;
- Мартон Штензель (радио «Serbski rozhłós»);
- Станислав Томчик (Институт сорабистики);
- Грегор Вечорек (газета «Nowy Casnik»).

## Источник
- Информация  (нижнелуж.)
- Anja Pohončowa, Nowa zestawa rěčneju komisijow, Naša Domowina, №1, 2009, стр. 5  (верхнелуж.)